# Andrup
Andrup is een plaats in de Deense regio Zuid-Denemarken, gemeente Esbjerg, en telt 1054 inwoners (2007).
Andrup ligt 5 km ten oosten van de stad Esbjerg.